# Черепетский район
Черепетский район — административно-территориальная единица в составе Московской и Тульской областей РСФСР, существовавшая в 1929—1958 годах. Административным центром была сначала Черепеть, а потом Лихвин (Чекалин).
Черепетский район был образован 12 июля 1929 года в составе Калужского округа Московской области на части территории бывшего Лихвинского уезда Калужской губернии. В состав район вошли город Лихвин, рабочий посёлок Черепеть, Песоченский и Ханино, а также сельсоветы: Аббакумовский, Аниковский, Архангельский, Балевский, Березовский, Ближне-Русановский, Богдановский, Болотский, Васильевский, Веретьевский, Говоренковский, Гущинский, Дальне-Русановский, Добринский, Жалковский, Жереминский, Знаменский, Зябревский, Ильинский, Исаковский, Камышенский, Кипетский, Клевцовский, Косолаповский, Красно-Михайловский, Кулешовский, Ленинский, Лобжинский, Малаховский, Малятинский, Марковский, Машковический, Михайловский, Мишневский, Николо-Гастунский, Новослободский, Палагинский, Переславичевский, Песковатский, Плешковский, Полшевский, Ржавецкий, Рождественский, Своинский, Тарасьевский, Цепинский и Ширяевский.
20 мая 1930 года из Черепетского район в Перемышльский был передан Ильинский с/с.
В 1930 году округа были упразднены и район перешёл в прямое подчинение Московской области.
1 февраля 1931 года из упразднённого Ферзиковского района в Черепетский был передан Истоминский с/с.
5 марта 1935 года был упразднён Плешковский с/с.
31 марта 1936 года Аббакумовский и Лобжинский с/с были переданы в Дубенский район. 19 июня Истоминский с/с был передан Дугнинскому району.
26 сентября 1937 года Черепетский район был отнесён к Тульской области.
15 февраля 1944 года из части Черепетского района был образован Ханинский район. Одновременно Черепетский район был переименован в Чекалинский район.
1 августа 1958 года центр Ханинского района был перенесен из рабочего поселка Ханино в г. Суворов, Ханинский район был переименован в Суворовский район, Чекалинский район был упразднён, а его территория передана в Суворовский район.